# 나카시마 다케시
나카시마 다케시(일본어: 中島 豪, 1976년 1월 15일 ~ )는 일본의 전 축구 선수이다.

## 구단 경력
1994년 J1리그의 우라와 레즈에 입단했다. 1996년까지 19경기에 출전하여, 2득점을 넣었다. 1997년 아비스파 후쿠오카로 이적했다. 1997년후 현역 은퇴.